# Церковь Казанской иконы Божией Матери (Полевшина)
Церковь Казанской иконы Божией Матери в Полевшине (также Казанской иконы Божией Матери в Николо-Малинниках, обиходное название — Казанский храм) — православный храм Истринского благочиния Московской епархии, расположенный в посёлке Полевшина Истринского района Московской области.
Двухъярусное здание, с четырёхскатной пятикупольной кровлей и шатровой колокольней в старомосковском стиле, украшенное в традициях московского барокко XVII века.

## История

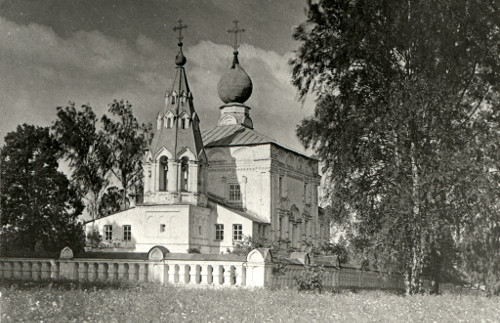
Казанская церковь в селе Полевшина, 1890 год. Из фондов ИХМ «Новый Иерусалим».

В 1670 году Иваном Андреевичем Полевым и его сыном Михаилом Ивановичем Полевым была построена первая деревянная церковь, в честь Казанской иконы Божией Матери, с усыпальницей бояр Полевых, владельцев села Малинки (древнее название Полевшины).
6 апреля 1692 года иждивением Фёдора Михайловича Полева и по благословению Патриарха Адриана на месте деревянной церкви было начато строительство каменного храма того же посвящения, со старым же зданием поступили так: …по просьбе Федора и по распоряжению Патриарха решено было деревянную церковь не руша содвинуть на церковное кладбище….

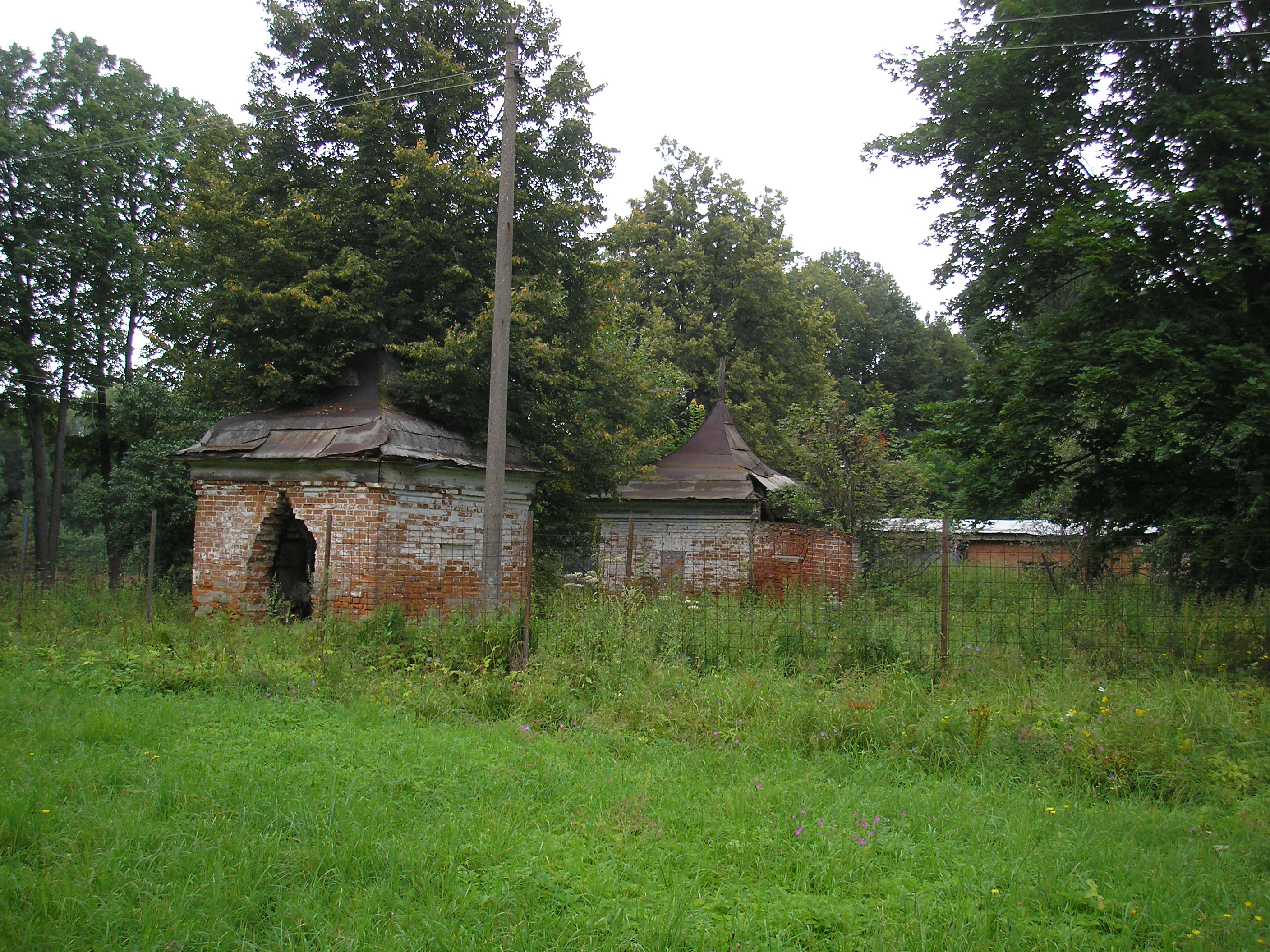
Часовни при храме.

7 мая 1694 года был освящён Никольский придел, освящение главного, Казанского храма, совершилось в 1704 году.
В 1838 году храм ввиду малочисленности прихода был приписан к Преображенскому храму в Бужарово.
В XIX веке проведена реконструкция храма на средства благотворителя Павла Григорьевича Цурикова.
В 1935 году храм был закрыт, в 1940-е годы — разобраны колокольня и ограда, гробницы Полевых были вынесены из усыпальницы, судьба их неизвестна.
В Отечественную войну в церковь попал снаряд, но не разорвался, в здании ютились люди из сожжённых окрестных деревень.
В дальнейшем помещение использовалось как гончарная, под зернохранилище, как склад школы.
В 1996 году храм возвращён верующим, начались восстановительные работы.
В 2013 году начались богослужения в храме.

## Духовенство
- Настоятель храма — священник о.Лев (Белых)